# Mala Dolina
Mala Dolina este o localitate din comuna Brežice, Slovenia, cu o populație de 71 de locuitori.